# Grand Prix de Buchholz
Le Grand Prix de Buchholz, ou GP Buchholz (en allemand : Großer Preis von Buchholz) est une course cycliste allemande disputée le jeudi de l'Ascension à Buchholz in der Nordheide, en Basse-Saxe.

## Palmarès
| Année     | Vainqueur                  | Deuxième             | Troisième             |
| --------- | -------------------------- | -------------------- | --------------------- |
| 1989      | Jurgen Rodenbeck           |                      |                       |
| 1990      | Matthias Sterley           |                      |                       |
| 1991      | Rudie Kemna                |                      |                       |
| 1992      | Steffen Wesemann           | Uwe Preißler         | Dirk Nissen           |
| 1993      | Alexander Kastenhuber (de) | Dan Radtke           | Henk Boeve (nl)       |
| 1994      | Steffen Rein               | Søren Monster        | Ralf Schöllhammer     |
| 1995      | Christian Andersen         | Danilo Klaar         | Vladiro Lotus         |
| 1996      | Lars Teutenberg            | Rudie Kemna          | Hagen Bernutz         |
| 1997      | Zbigniew Piątek            | Andreas Beikirch     | Lars Teutenberg       |
| 1998      | Erik Zabel                 | André Korff          | Raphael Schweda       |
| 1999      | Rolf Aldag                 | Corey Sweet          | André Korff           |
| 2000      | Danilo Hondo               | Frank Klein          | Steffen Wesemann      |
| 2001      | Jürgen Werner              | Andreas Kappes       | Raphael Schweda       |
| 2002      | Björn Schröder             | Christian Wegmann    | Stefan Kupfernagel    |
| 2003      | Jens Heppner               | Björn Schröder       | Bruno Risi            |
| 2004      | Danilo Hondo               | Ralf Grabsch         | Kasper Klostergaard   |
| 2005      | Fabian Wegmann             | Jan Bratkowski       | Jens Voigt            |
| 2006      | Andreas Müller             | Philipp Mamos        | Bram Tankink          |
| 2007      | Fabian Wegmann             | Marcel Sieberg       | Steffen Wesemann      |
| 2008      | Björn Schröder             | Paul Voss            | Gerald Ciolek         |
| 2009      | annulé                     | annulé               | annulé                |
| 2010      | Tino Meier (de)            | René Birkenfeld (de) | Gerald Ciolek         |
| 2011-2012 | non disputé                | non disputé          | non disputé           |
| 2013      | Alexander Schlenkrich      | Frederik Prenzel     | Felix Reinken         |
| 2014      | Heinrich Berger (de)       | Stefan Gaebel        | Stefan Lange          |
| 2015      | Yannick Grüner             | Sebastian Wotschke   | Mathias Wiele         |
| 2016      | Florian Kretschy           | Gregor Hoops         | Hauke Wittern         |
| 2017      | Lucas Carstensen           | Tobias Tetzlaff      | Erik Mohs             |
| 2018      | Theo Reinhardt             | Dennis Klemme        | Jeppe Aaskov Pallesen |
| 2019      | Paul Lindenau              | Theo Reinhardt       | John Kämna            |
| 2020      | Tobias Nolde               | Henri Uhlig          | Thorben Haushahn      |
| 2021      | Patryk Dąbski              | Jörn Irrsack         | Kai Spinneker         |
| 2022      | Lucas Carstensen           | Moritz Plambeck      | Fabian Schuppert      |
| 2023      | Roy Eefting                | Marcel Meisen        | Patrick Reissig       |
| 2024      | Felix Dierking             | Jon Knolle           | Nicolas Zippan        |
| 2025      | Marcel Fröse               | Julius Domnick       | Lucas Carstensen      |